# Radio Ryd
Radio Ryd var Linköpings studentradiostation som startades som en kabelradiostation till studerandebostäderna i Ryd 1977. Några entusiastiska teknologer med Roland Pettersson i spetsen byggde en radiostudio på vinden i Ryds Herrgård och grävde ner ledningar som förband radion med kabelnätet till studentbostäderna. Den var i början en del av "FR Ryd" (Förtroenderådet i studentbostadsområdet Ryd), men utvecklades till en självständig radiostation. 
Den 5 maj 1979 började Radio Ryd sända närradio över Linköping. Sändningarna började kl 20 på kvällen och innehöll studentinformation, program från olika studentsektioner på universitet samt en rad olika musikprogram. Radion var bland annat först med radioreklam i kabel under hösten 1985, samt närradio i stereo.[källa behövs]
Hösten 1984 startades Sveriges då enda tio-i-topp lista, som baserades på försäljningen i Linköpings skivaffärer. Man gjorde direktsändningar från evenemang som studentorkesterfestivalen och 24-timmarsloppet på skidor.
Våren 1986 stängdes stationen för att några månader senare öppna igen. Detta lyckades tack vare bidrag från studenter och universitet.
Läsåret 1996/97 bytte Radio Ryd namn till Linköpings Studentradio, 1999 flyttade studentradion till lokaler i Nationernas Hus och bytte då namn till Radio Stil, men 2003 gick verksamheten i konkurs.